# Łukasz Gierak
Łukasz Gierak, né le 22 juin 1988 à Wągrowiec, est un handballeur international polonais, évoluant au poste d'arrière ou de centre au TuS Nettelstedt-Lübbecke.